# アレッポ石鹸

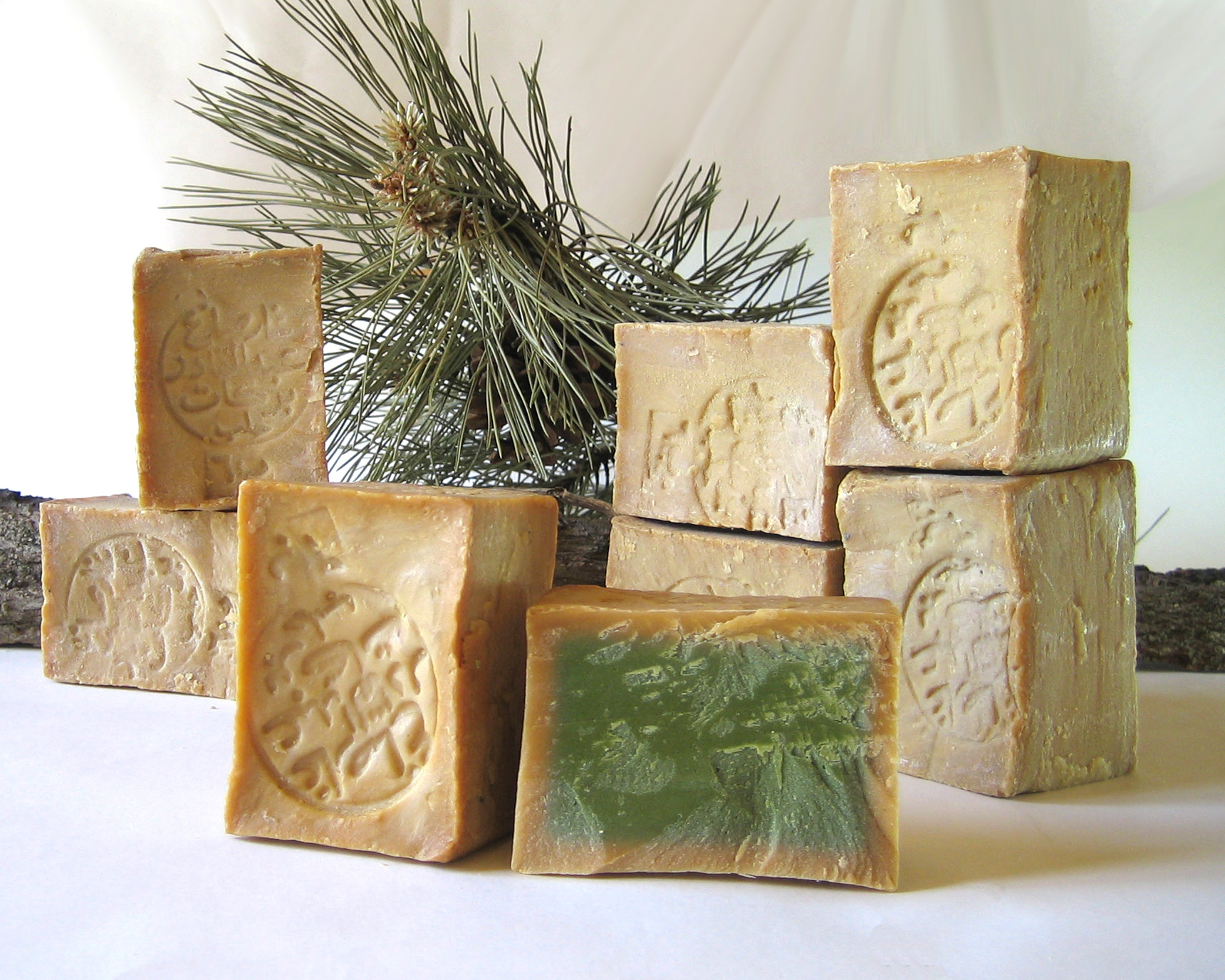
アレッポ石鹸とその断面。外側は茶色、内部は緑色。

アレッポ石鹸（アレッポせっけん、アラビア語: صابون حلبي、英: Aleppo soap）は、石鹸の発祥の地とされるシリアのアレッポで作られている石鹸である。オリーブオイルとローレルオイルから作られ、外側が茶色、中がオイル由来の緑色をしているのが特徴。日本ではアレッポの石鹸と呼ばれることも多い。

## 歴史
アレッポ石鹸の起源は不明である。石鹸作りの方法は、レバント（アレッポが主要都市）から発せられ、第1回十字軍の後、そこからヨーロッパ西部に移動したと推測されている。今日、ほとんどのアレッポ石鹸、特にローレルオイルを16%以上含む石鹸は、ヨーロッパと東アジアに輸出されている。

## 製造方法
伝統的なアレッポ石鹸は「釜炊き製法（鹸化塩析法）」で作られる。オリーブオイルとローレルオイル、苛性ソーダを釜に入れ3日間加熱しながら練り上げる。釜炊きの最中にグリセリンなどの有効成分を残しながら不純物を取り除く。
石鹸素地が完成したら床にワックスペーパーを敷き詰め、その上に石鹸素地を高さを揃えながら流し込む。その後適度に石鹸が固まったら、グラウンドレーキの先にカッターがついたような道具の上に子供を乗せ、大人が道具を引いてカットしていく。カットされた石鹸はひとつずつ刻印が押され、隙間を開けて風通しを良くして1年以上寝かせ熟成させる。そうすることにより表面の緑色が抜けて茶色に変色し、水分が抜けて硬く溶けにくいマイルドな石鹸となる。
製造の職人技は2024年、ユネスコの無形文化遺産に登録された。

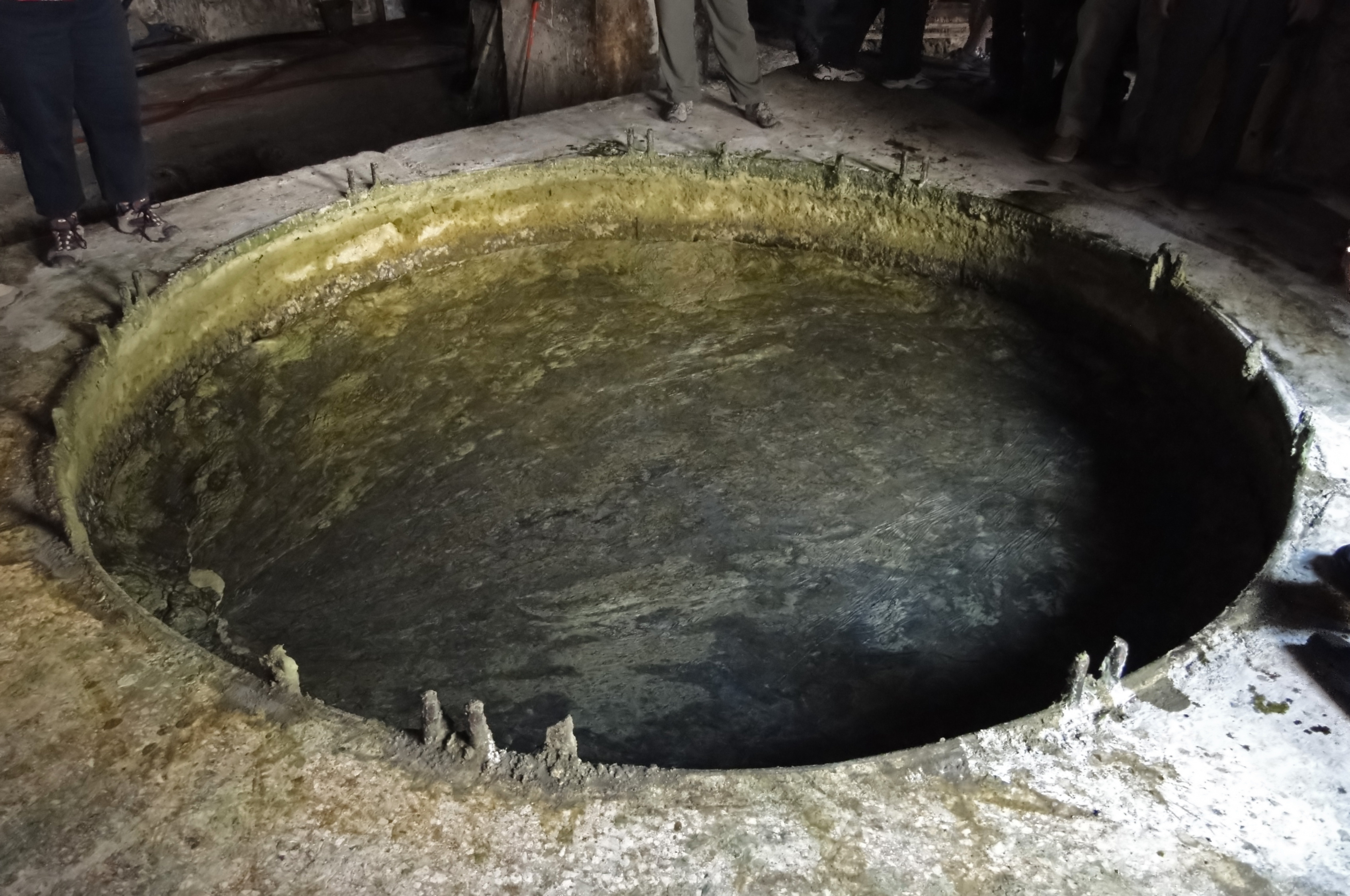
釜炊き中の石鹸原料
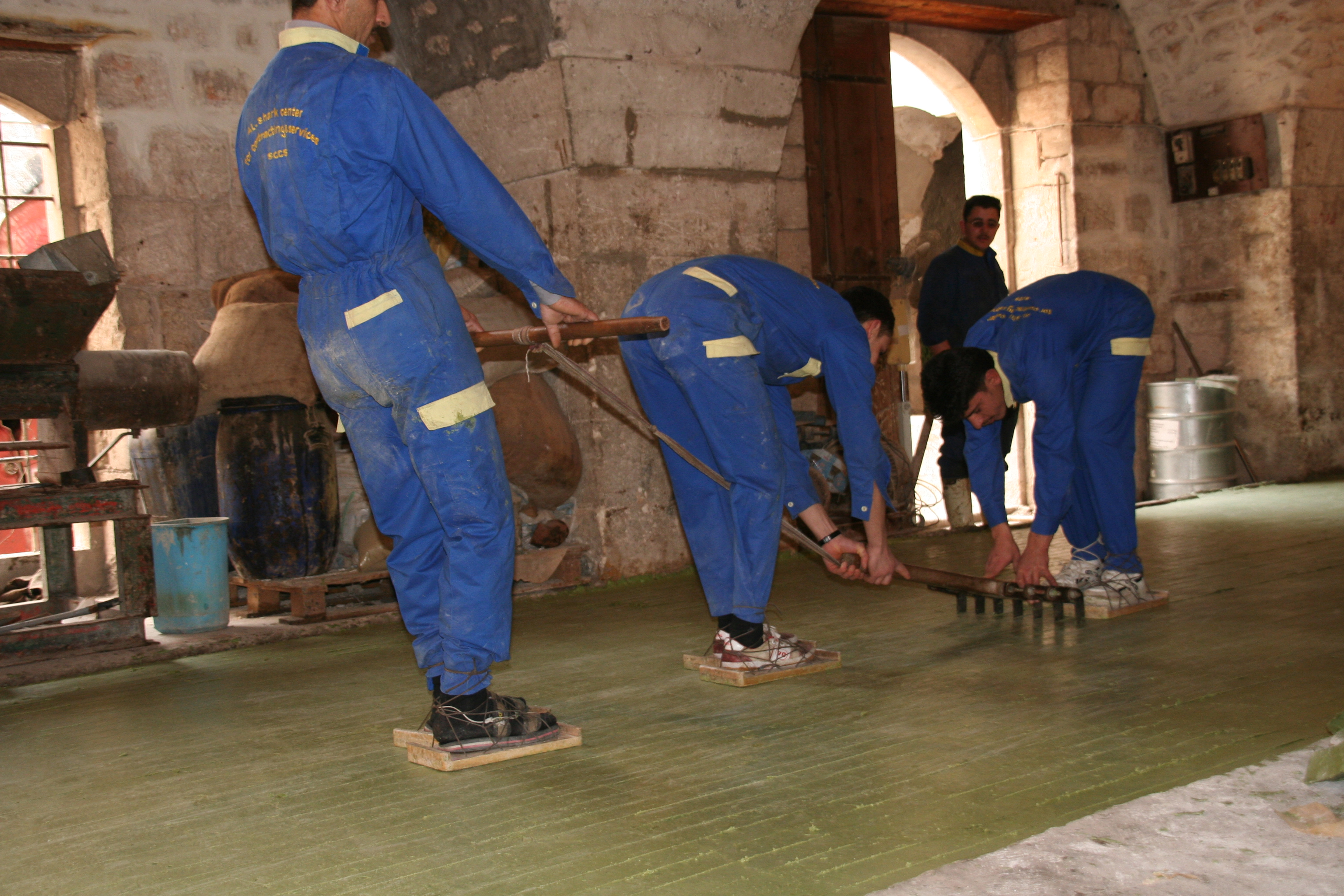
石鹸のカット作業
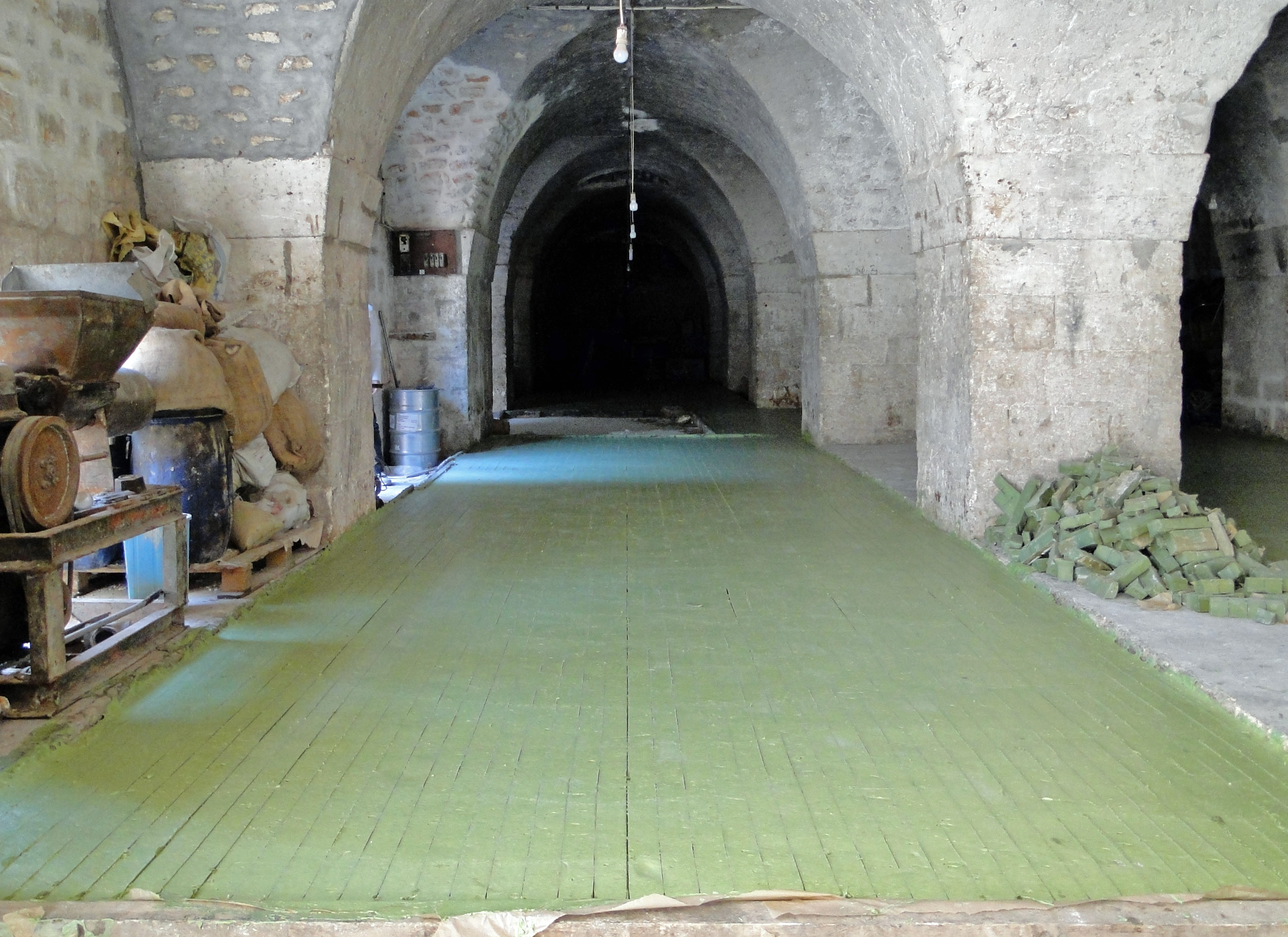
カットされた石鹸
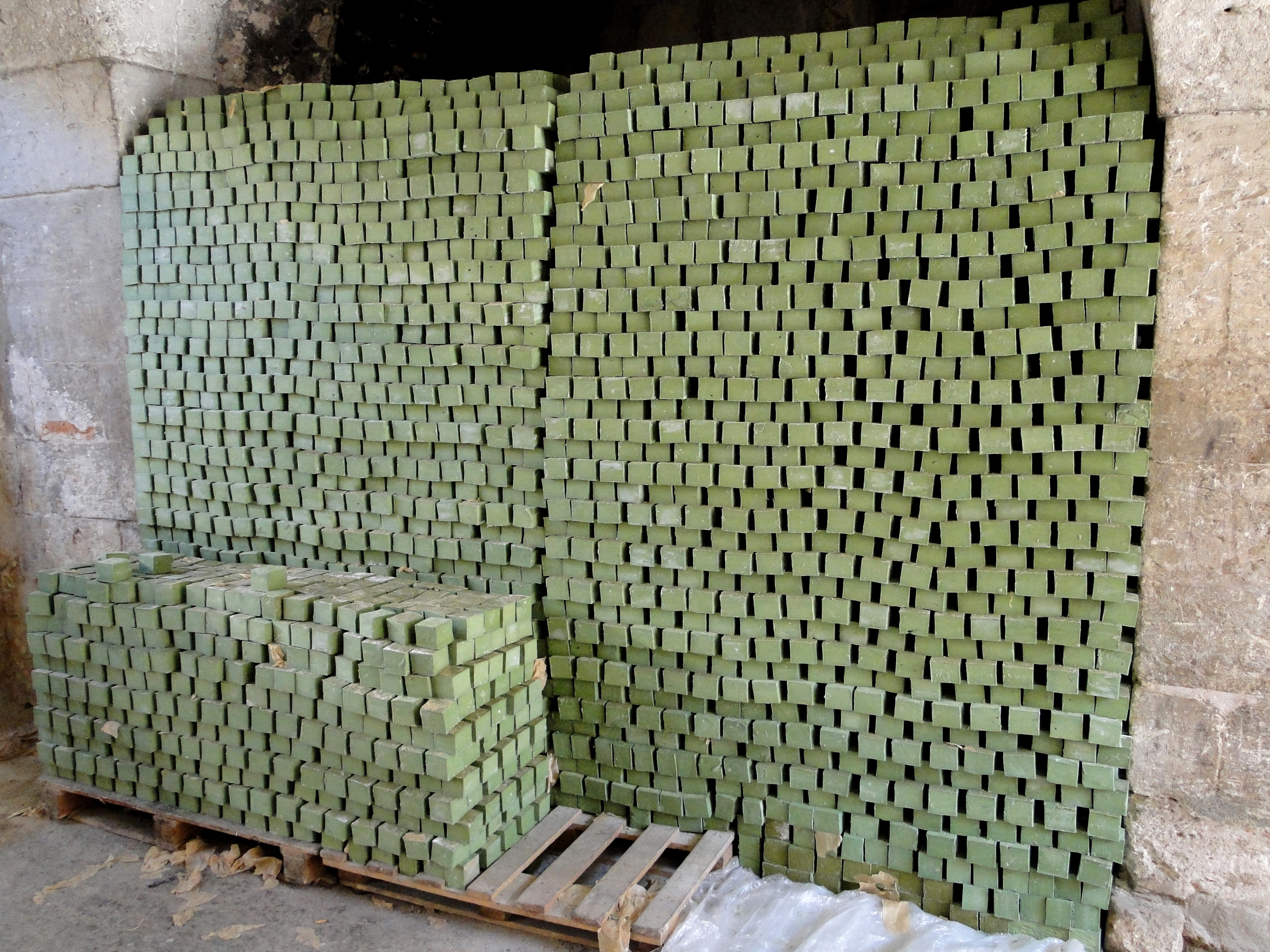
石鹸の熟成

## 原料
オリーブオイル、ローレルオイル、苛性ソーダが主な原料である。オリーブオイルは鹸化しやすいことや、肌に良いとされるビタミンやスクワランを多く含むことから、実や種もまるごと絞った2番絞りのものが使われることが多い。ローレルオイルは抗菌作用や芳香を石鹸に与える。配合率は通常2～40パーセントで、一般的に配合率が高いものほど価格が高くなる。香料、保存料などが添加されることは少なく、石鹸素地のみでできたものが多い。

## 内戦の影響
シリア内戦の影響からアレッポでの製造が難しくなった石鹸職人は、廃業するか避難するかの二択を迫られた。アレッポの石鹸工房の多くは同国のラタキアやトルコのガズィアンテプへ避難し石鹸づくりを再開した。2019年現在アレッポで製造を再開した工房もある。